# Квинт Юний Рустик
Квинт Юний Рустик (лат. Quintus Iunius Rusticus; ок.100 г. — 170 г.) — философ-стоик, возможно внук Арулена Рустика, был одним из учителей Марка Аврелия и самым знаменитым философом-стоиком своего времени.
В 133 году Рустик занимал должность консула-суффекта. В 162 году он был консулом.
Марк Аврелий отзывался о нём очень уважительно и оказывал почести. В Размышлениях выражает признательность за обучение стоицизму. Благодаря Рустику Марк Аврелий познакомился с трудами Эпиктета.
Рустик был префектом Рима между 162 и 168 годами и в этот период вёл суд над Иустином Философом. Три описания суда сохранилось, предположительно самое короткое описание является наиболее точным. По сообщению историка Фемистия участвовал в военных походах Марка Аврелия в Армении и других восточных провинциях империи.